# Смола Ванга

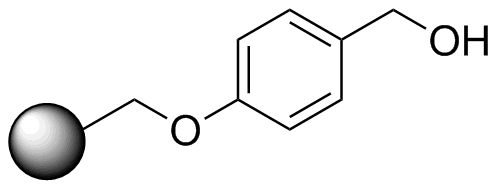
Смола Ванга

Смола Ванга (англ. Wang resin) — твердофазный носитель, предназначенный для синтеза пептидов и небольших молекул. Представляет собой полистирольные шарики диаметром 0,1 мм со степенью сшивки 1 % и загрузкой примерно 1 ммоль/г. Характерной особенностью данного носителя является то, что он содержит гидроксиметилфеноксильный линкер (более удобную замену хлорметильному линкеру в смоле Меррифилда), что позволяет по окончании синтеза отщеплять продукты от носителя в более мягких условиях. Например, в синтезе пептидов становится возможным отщепление пептида под действием трифторуксусной кислоты, хотя ранее это можно было сделать только в присутствии плавиковой кислоты.

## Получение
Смола Ванга доступна с высокой загрузкой и в различных вариациях у многих производителей. В лабораторных условиях её можно получить из смолы Меррифилда путём присоединения 4-гидроксиметилфенола в основной среде. Также смола Ванга распространена под маркой TentaGel: в данном варианте между полистиролом и линкером включён спейсер из полиэтиленгликоля, который существенно изменяет свойства носителя и позволяет использовать гидрофильные растворители для проведения реакций.

## Физические свойства
Смола Ванга набухает до состояния геля во многих органических растворителях, но не в воде или спиртах.

## Применение

### Присоединение веществ
Основным предназначением смолы Ванга является присоединение к ней веществ, содержащих карбоксильную группу. Это осуществляется под действием карбодиимидных реагентов. Другие используемые варианты: ацилирование симметричными ангидридами в присутствии 4-диметиламинопиридина, смешанными ангидридами, а также присоединение в условиях реакции Мицунобу.
Кроме того, к смоле Ванга можно присоединять соединения фенольного типа (по реакции Мицунобу) и фосфорилирующие реагенты для синтеза олигонуклеотидов. Также гидроксиметильную группу смолы можно обработать хлорформиатом, карбонатами или аналогичными соединениями, чтобы получить производную смолу, к которой можно присоединять кислород-, азот- и серосодержащие молекулы.

### Химическая устойчивость
Смола Ванга применялась в большом количестве разнообразных твердофазных синтезов. Линкер оказался совместим с основными условиями, включая присутствие литийорганических реагентов, восстановителей и органических радикалов. Смола может взаимодействовать с окислителями или сильными электрофилами, если присоединённая к ней молекула не реагирует с ними быстрее. Несмотря на то, что смола Ванга создавалась как носитель, предусматривающий кислотное отщепление молекул, она не выдерживает высокие концентрации протонных кислот и кислот Льюиса.

### Отщепление веществ
В синтезе пептидов для отщепления полученных продуктов обычно используется 95 % трифторуксусная кислота. Реакцию облегчает фенольный фрагмент, находящийся в составе смолы. При этом также происходит удаление защитных групп, находящихся в боковых цепях аминокислот, составляющих целевой пептид. При этом в реакции образуются карбокатионные интермедиаты, с которыми охотно реагируют нуклеофильные фрагменты аминокислот. Чтобы этого избежать, к смеси добавляют "нуклеофильные ловушки", например, воду, тиоанизол или триэтилсилан.
В синтезе небольших молекул используют трифторуксусную кислоту различной концентрации (от 1 % до чистой). Также используют кислоты Льюиса (например, хлорид алюминия).